# Hatvani kapu (Pest)

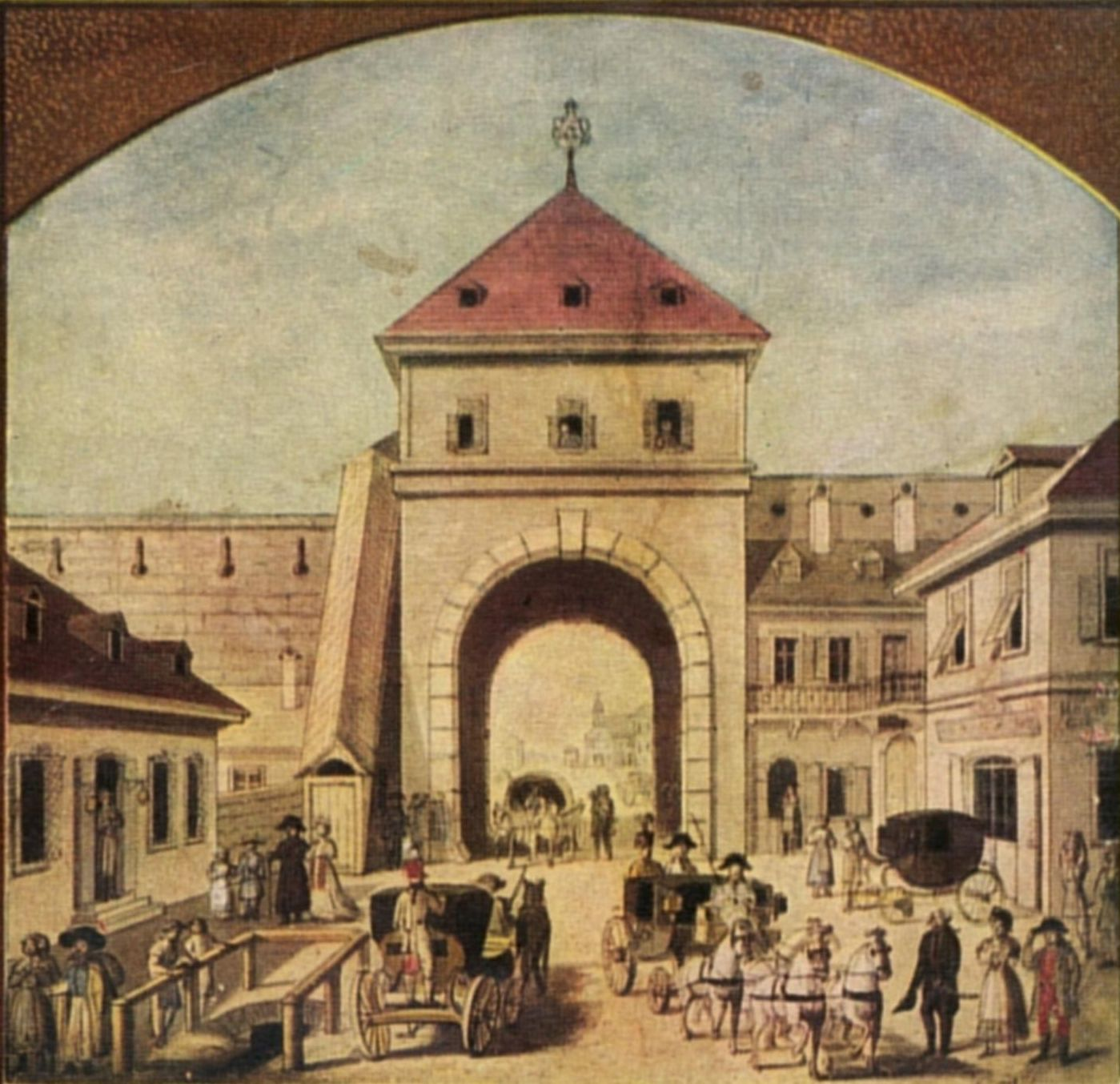
A Hatvani kapu 1790 körül, Warschag Jakab alkotása

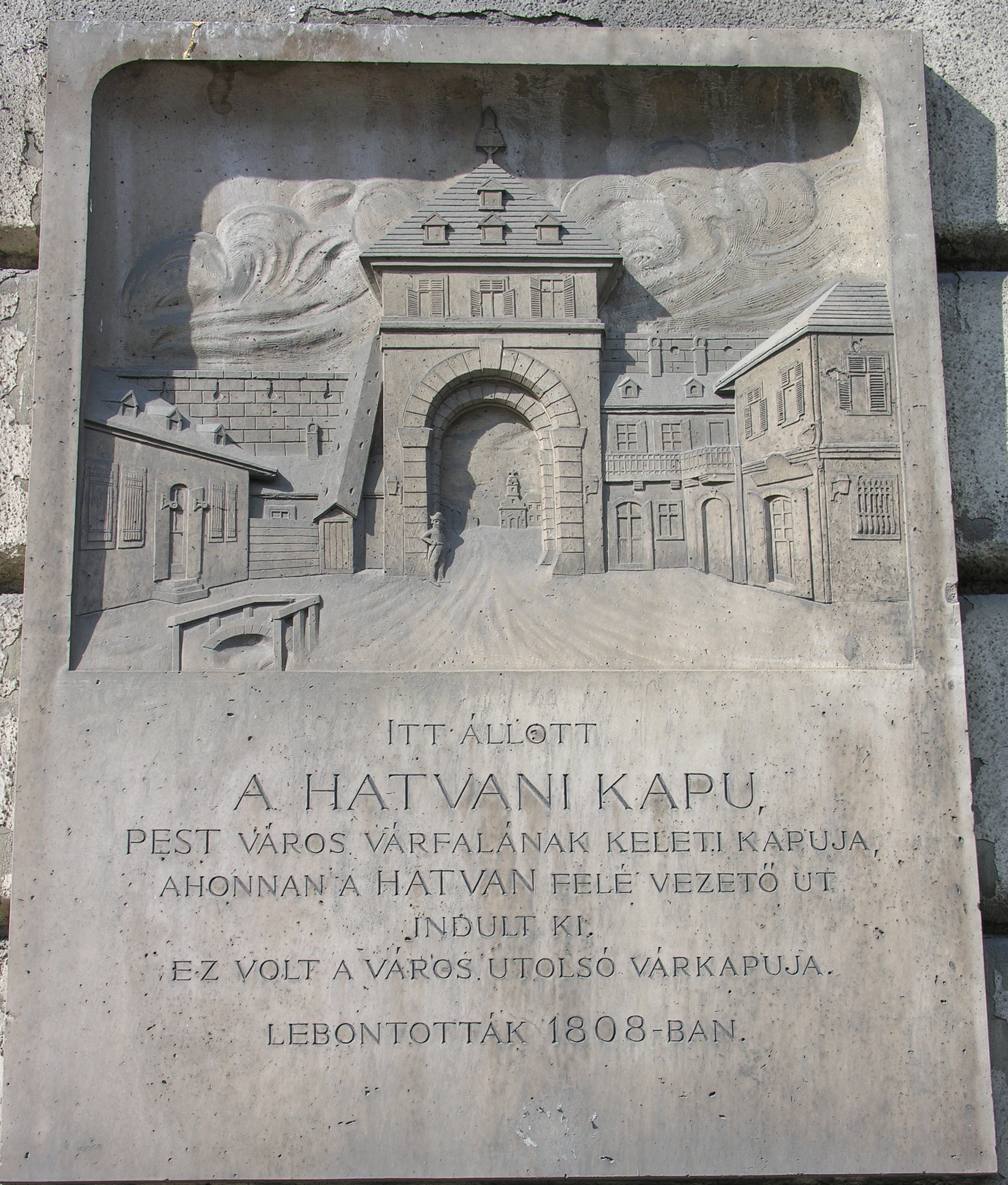
Emléktábla Budapest V., Kossuth Lajos utca 22. alatt, alkotója Berán Lajos

A Hatvani kapu a pesti városfal egy része volt, amely a mai Kossuth Lajos utca (egykor Hatvani utca) és a mai Rákóczi út (egykor a Kerepesi út része) között állt, a mai Astoria aluljáró helyén.
A középkori városfal félkör alakban vette körül Pest városát; a városkapuk közül a Hatvani kapu volt a keleti kijárat. Akkoriban még a falon kívüli terület pusztaság volt, néhány idevezető földúttal.
Amikor a 18. század végén Pest városa rohamos fejlődésnek indult, terjeszkedésének csakhamar a gátjává vált a városfal, amely szinte elzárta a külvilágtól. Előbb új átjárókat nyitottak, majd megkezdték a bástyarendszer és a városfal eltüntetését. A városkapuk közül utoljára került sorra a Hatvani kapu, amelyet 1808-ban bontottak le.